# Defileul (film)
Defileul (în engleză The Gorge) este un film americano-britanic romantic de acțiune științifico-fantastic din 2025, regizat de Scott Derrickson după un scenariu de Zach Dean. În rolurile principale au interpretat actorii Miles Teller, Anya Taylor-Joy și Sigourney Weaver.
A fost produs de studiourile Apple, Skydance Media, Lit Entertainment Group și Crooked Highway și a avut premiera la 14 februarie 2025, fiind distribuit de Apple TV+. Coloana sonoră a fost compusă de Trent Reznor.

## Rezumat
Doi lunetiști de elită primesc misiuni identice: călătoresc într-un loc secret unde păzesc laturile de vest și de est ale unui defileu adânc, timp de un an, fără niciun contact cu lumea exterioară sau cu omologii lor de pe părțile opuse. Levi Kane, un fost cercetaș/lunetist marin din SUA și momentan privat, este de acord să păzească turnul de vest. Drasa, un agent ascuns lituanian frecvent angajat de Kremlin, păzește partea de est. Levi are coșmaruri datorită uciderii dușmanilor, în timp ce tatăl Drasei, Erikas, plănuiește să se sinucidă de Ziua Îndrăgostiților pentru a se reîntâlni cu regretata sa soție.
La sosire, Levi îl eliberează pe predecesorul său, Jasper D. Drake (porecla J.D.), un fost pușcaș marin regal britanic. J.D. explică că, în plus față de turnuri, există apărări automate ale turnului, antene puternice de camuflaj care ascund defileul și mine pe pereții defileului pentru a respinge atacurile creaturile monstruoase din interior. Pe lângă un protocol, J.D. știe doar numele „câinelui fără stăpân” care îi spune lui Levi „Dacă auzi sirenele alea de raid aerian, fugi ca naiba”. Predecesorii lor au poreclit aceste creaturi, „Oamenii goi”, o referire la poezia cu același nume a lui T. S. Eliot care descrie sfârșitul lumii. J.D. îi spune lui Levi că trei batalioane de soldați (2.400 de oameni) au fost trimise în defileu la sfârșitul anilor 1940, dar nu s-au mai întors. J.D. este preluat cu elicopterul, dar este executat fără explicații înainte de a-l suna pe managerul lui Levi pentru a raporta că tranziția a fost finalizată.
După câteva săptămâni, Drasa încalcă protocolul de comunicare de ziua ei și inițiază conversații cu Levi prin semne scrise. Levi îi răspunde și cei doi se angajează într-o competiție de tragere cu arma. Este declanșată o tentativă prelungită de evadare a Oamenilor goi, dar Drasa și Levi își apără turnurile și unul pe celălalt. Cei doi încep să comunice mai des, să joace șah și să cânte la tobe improvizate.
După șase luni de misiune, Levi trece pe tiroliană în cealaltă parte a defileului pentru a sta cu Drasa. Cei doi fac se curtează reciproc dansând și gătind plăcintă cu iepure. Levi, poet amator, îi spune Drasei că îi scrie o poezie intitulată „Ea a eclipsat noaptea”. A doua zi dimineața, Levi încearcă să treacă înapoi pe partea sa a defileului, dar minele de pe partea de vest a defileului detonează în timp ce Oamenii goi urcă, făcându-l să cadă în defileu după ce cablul tirolianei se rup. El deschide o parașută în timp ce cade.
Drasa se parașutează după el, să-l salveze, iar cei doi descoperă că fiecare plantă, animal și insectă din defileu au suferit mutații între ele. Căutând adăpost, ei găsesc sursa mutațiilor: un laborator de cercetare a armelor biologice abandonat după al Doilea Război Mondial, după ce un cutremur a provocat o scurgere de substanțe periculoase care produc simptome de mutație după cinci zile. Condusă inițial de guvernele din Est și Vest, instalația a ajuns să fie responsabilitatea Darklake, o corporație privată de apărare care extrage periodic mostre și date de cercetare, în speranța de a crea supersoldați. Levi descoperă protocolul „Stray Dog”, un sistem de siguranță dezvoltat de cercetătorii inițiali pentru a steriliza locul cu o detonare nucleară, pe care Darklake o controlează acum.
Cei doi găsesc un Jeep cu un cablu de remorcare funcțional și îl folosesc pentru a ieși înapoi din defileu în timp ce luptă contra Oamenilor goi. Apoi, sus, sunt de acord să se despartă cinci zile pentru a se asigura că niciunul nu este infectat cu mutagenii și pentru a lua legătura cu angajatorii lor. Managera lui Levi, Bartholomew, admite că Darklake conduce operațiunea și că știe că site-ul a fost compromis. Conștienți că cei de la Darklake vin și vor încerca să-i omoare, Drasa și Levi sunt de acord să activeze protocolul „Stray Dog” pentru a proteja lumea de pericolul mutațiilor. Bartholomew apare cu soldații ei și descoperă turnul lui Levi abandonat; trimit drone aeriene înarmate după Levi și Drasa, dar cei doi reușesc să le distrugă. Cu focuri pre-planificate, simultane, cei doi distrug „pelerina” de antene de camuflaj , ceea ce declanșează protocolul „Stray Dog”. Bartholomew și soldații ei sunt uciși de explozia nucleară, iar zona este distrusă.
După ce au fost separați în timpul exploziei, Drasa își finalizează auto-carantina de cinci zile, dar crede că Levi a murit. Ea pleacă în Franța, unde cei doi plănuiau să locuiască împreună. Printre bunurile ei, găsește un plic de la Levi care trebuie deschis „dacă nu va reuși...”; înăuntru găsește poezia completată „Ea a eclipsat noaptea”. O lună mai târziu, Drasa lucrează într-un restaurant local. Acolo, Levi apare prin surprindere, întrebând-o dacă dorește să mănânce plăcintă cu iepure. Cei doi se sărută.

## Distribuție
- Miles Teller – Levi Kane
- Anya Taylor-Joy – Drasa
- Sigourney Weaver – Bartholomew[3]
- Sope Dirisu – Jasper D. Drake (JD)[3]
- William Houston – Erikas[4]

## Producție
Zach Dean a scris un scenariu speculativ pentru Defileul, care a fost inclus ulterior pe Lista Neagră a celor mai apreciate scenarii neproduse în 2020. În martie 2022, Scott Derrickson a fost angajat să regizeze și să producă filmul alături de Skydance Media. În august, Miles Teller a fost ales pentru a juca, precum și ca producător executiv. În octombrie, Anya Taylor-Joy s-a alăturat distribuției, iar Apple Original Films a semnat un contract. Sigourney Weaver a fost adăugată distribuției în martie 2023.
Filmul include o scenă în care personajele interacționează peste defileu: cei doi joacă șah și cântă la tobe improvizate, amintind de rolurile iconice ale actorilor: Taylor-Joy ca o jucătoare minune de șah în miniseralul Gambitul damei(2020) și Teller ca toboșar în Whiplash (2014). Potrivit spuselor lui Teller și Taylor-Joy, scenele nu au fost scrise special pentru ei, ci se aflau în scenariu înainte de a fi distribuiți în film. Ei au simțit că era puțin exagerat și au încercat să schimbe scenariul, dar Derrickson a insistat ca scena să rămână.
Filmările principale au început în martie 2023 la Londra, producția având loc la Warner Bros. Studios, Leavesden din Watford, unde interioarele turnului au fost construite pe o scenă. Râul Rauma din Norvegia a servit ca loc pentru exteriorul pădurii și defileu, în timp ce în Llandudno din Țara Galilor a fost filmată scena din Èze, Franța.

## Lansare
Defileul a avut premiera mondială în AMC Theatres de la The Grove din Los Angeles pe 13 februarie 2025, unde a fost prezentă distribuția și echipa de producție. Filmul a fost ulterior lansat pentru streaming exclusiv pe Apple TV+ la 14 februarie 2025. A fost cea mai mare lansare a Apple TV+ a unui film (până în 2025), depășind filmul lui Jon Watts din 2024, Lupi singuratici, cu George Clooney și Brad Pitt în rolurile principale.

## Primire
Pe site-ul web de agregare a recenziilor Rotten Tomatoes, 64% din cele 121 recenzii ale criticilor sunt pozitive, cu un rating mediu de 5.9/10. Consensul site-ului spune că: "Combinând mai multe genuri, Defileul creează o poveste de dragoste surprinzător de îndrăzneață, totul până când obligațiile sale ca [film] thriller de acțiune conduc înapoi pe o cale mai previzibilă." Metacritic, care folosește o medie ponderată, a atribuit filmului un scor de 57 din 100, pe baza a 29 critici, indicând recenzii „mixte sau medii”.
Glenn Kenny de la The New York Times a scris o recenzie pozitivă, afirmând că: „Defileul preia o premisă care nu este plauzibilă și apoi o catapultează din genul de spionaj în science-fiction și de groază... acest film pare mai mult un pas de deux plin de viață între Taylor-Joy și Teller, care își iau materialul în serios, oricât de ridicol ar deveni.”
Jack Coyle de la Associated Press a acordat filmului o stea și jumătate din patru, numindu-l „absurd”, argumentând că variațiile tonale dintre acțiune și romantism nu au fost de înaltă calitate, filmul simțindu-se ca o „confuzie intrigantă[...] fiind doar un exercițiu de streaming”. Coyle a contestat, de asemenea, structura de bază a complotului, argumentând că „Dacă o versiune a iadului ar fi deschisă, am dori, poate, mai mult de doi paznici?”